# Невер (Амурская область)
Неве́р (Большой Невер) — село в Сковородинском районе Амурской области России. Административный центр сельского поселения Неверский сельсовет. С 1934 по 2001 — посёлок городского типа.

## География
Расположен в 15 км на восток по Транссибирской магистрали от города Сковородино, на реке Большой Невер (левый приток Амура). В селе находится железнодорожная станция Большой Невер.

## История
Возникло в 1907 году под названием «Разъезд Ларинский» в честь золотопромышленника Глеба Петровича Ларина. В 1934 году село Ларинское преобразовано в рабочий посёлок Невер.
До 2001 года село имело статус посёлка городского типа (ПГТ). Приказом от 19 декабря 2001 года пгт преобразован в село.
Современное название связано с именованием реки Большой Невер (в XIX веке Невер произносилось как «ливер»): с эвенкийского от искаженного лэвэ — топь, трясина, болото; лява — топкое место, болото; лэвэрэ, ливэрэ — болотистое место, болотистый.

## Население
| 1939   | 1959  | 1970  | 1979  | 1989  | 2002  |
| ------ | ----- | ----- | ----- | ----- | ----- |
| 11 517 | ↘6520 | ↘5690 | ↘5366 | ↘3234 | ↘2136 |
| 2010   | 2012  | 2013  | 2014  | 2015  | 2016  |
| ↘1598  | ↘1542 | ↘1516 | ↘1469 | ↘1453 | ↘1434 |
| 2017   | 2018  | 2021  |       |       |       |
| ↘1420  | ↘1400 | ↘1170 |       |       |       |

## Экономика
Начальный пункт автодороги А360 «Лена» (Амуро-Якутская автомагистраль). Перевалочная база грузов, поступающих для Якутии.

## Известные уроженцы
- Аверичева, Софья Петровна (1914—2015) — советская и российская театральная актриса, участница Великой Отечественной войны, разведчица.